# Наступление на Рафах
6 мая 2024 года Израиль начал военное наступление в городе Рафах и его окрестностях в рамках своего вторжения в сектор Газа во время войны Израиля и ХАМАСА.
Перед наступлением около 1,4 миллиона перемещённых палестинцев из других районов сектора Газа искали убежища в Рафахе. В феврале Израиль объявил о своём намерении вторгнуться с целью ликвидации бригад ХАМАСА, которые, по его словам, находились в городе. В начале мая, когда переговоры о прекращении огня зашли в тупик, Израиль подготовился к операции и отдал приказ об эвакуации восточной части Рафаха. 6 мая ХАМАС принял соглашение о прекращении огня, предложенное Египтом и Катаром, но военный кабинет Израиля единогласно отклонил его как «далёкий от необходимых требований Израиля», и указал, что продолжит свою операцию. Первоначально Израиль планировал провести зачистку города силами двух дивизий, но администрация Байдена в Соединённых Штатах сочла крупное нападение на Рафах красной линией, вынуждающей Израиль сократить операцию до захвата границы, чтобы пресечь контрабанду оружия в Газу, и полагаться на целевые рейды в Рафах.
После отказа Израиль нанёс авиаудары по Рафаху, вошёл на окраины города и захватил контрольно-пропускной пункт в Рафахе, закрыв его. ЦАХАЛ вошёл в населённые районы города 14 мая. Израиль заявил, что операция не прекратится, пока ХАМАС не будет ликвидирован или заложники не будут освобождены. 24 мая Международный суд приказал немедленно прекратить наступление, позиция, отвергнутая Израилем.
Во время наступления на Рафах в рамках операции «Железные мечи» ЦАХАЛ получил полный оперативный контроль над всем Филадельфийским коридором. По словам ЦАХАЛ на коридоре было обнаружено около 20 туннелей, а также 82 подземных туннельных шахты вдоль коридора.
Гуманитарные последствия израильских операций были высокими. По оценкам, 950 000 палестинцев были эвакуированы в зоны, которые, как утверждается, были небезопасными и испытывали нехватку припасов. Почти 210 палестинцев были убиты и 280 ранены в ходе израильских ударов. Больницы оказались в плохом состоянии из-за израильских атак и нехватки припасов. Кроме того, события, связанные с наступлением, привели к временному закрытию контрольно-пропускных пунктов Керем-Шалом и Рафах, что ещё больше усугубило гуманитарный кризис в Газе.